# Cal MacAninch
Cal MacAninch, né le 24 novembre 1963 est un acteur écossais, principalement connu pour avoir interprété le détective John Keenan dans le drame policier HolbyBlue sur BBC1 (de 2007 à 2008). Il joue actuellement dans la série dramatique d'ITV Mr Selfridge, sous les traits de Monsieur Thackeray.

## Biographie
MacAninch a incarné Rowan Collins dans la quatrième saison de la série dramatique Vie sauvage,. Il reviendra, cette fois-ci dans la distribution principale, durant la cinquième saison. Il a également tenu le rôle de Tauren, un sorcier, dans la première saison de la série télévisée Merlin. En 2001, il joue dans la mini-série The Best of Both Worlds aux côtés de Alice Evans. Il incarne également Henry Lang, un valet, dans la seconde saison de Downton Abbey.

## Vie privée
MacAninch et sa femme, l'actrice Shauna Macdonald, ont trois filles. MacAninch est un marathonien.

## Radio
| Date                              | Titre                        | Rôle       | Directeur         | Station                        |
| --------------------------------- | ---------------------------- | ---------- | ----------------- | ------------------------------ |
| 31 octobre 2011 - 4 novembre 2011 | The Pillow Book (saison 4)   | Yukinari   | Lu Kemp           | BBC Radio 4 Woman's Hour Drama |
| 23 avril 2004                     | The Lights                   | Liam       | Toby Swift        | BBC Radio 4 Friday Play        |
| 11 juin 2004                      | Soft Fall the Sounds of Eden | Andy       | Gaynor Macfarlane | BBC Radio 4 Friday Play        |
| 11 juillet 2004                   | How Many Miles to Basra?     | Toby Swift | BBC Radio 3 Drama |                                |

## Filmographie

### Cinéma
- 2011 : Carcéral: Dans l'enfer de la taule (Screwed) de Reg Traviss
- 2018 : Calibre de Matt Palmer : Al McClay
- 2019 : Intrigo : chère Agnès  (Intrigo: Dear Agnes) de Daniel Alfredson : Erich Neuman-Hansen
- 2019 : Intrigo: Samaria de Daniel Alfredson : Erich Neuman-Hansen
- 2021 : L'Ombre d'un mensonge de Bouli Lanners : Peter

### Télévision
- 1997 : The Woodlanders : Dr. Fitzpiers
- 1999 : Warriors, l'impossible mission : Sergent Andre Sochanik
- 2002-2003 : Rockface : Ben Craig
- 2007-2008 : HolbyBlue : Inspecteur John Keenan
- 2008 : Merlin : Tauren
- 2009-2010 : Vie sauvage : Rowan Collins
- 2011 : Downton Abbey : Henry Lang
- 2013 : Affaires non classées : David Loader
- 2014 : Mr Selfridge : Mr Thackeray
- 2015 : Banished : Sergent Timmins
- 2015 : Katie Morag : Mr Cavendish
- 2015 : DCI Banks : Détective Sergent Martin Hexton